# 美食天地
由鳳珍主持
每集教觀眾朋友烹煮一道菜
由總鋪師阿隆師X鳳珍 來教大家料理
《美食天地》，是台灣信吉衛星電視台節目部製作的美食節目，每集主持人與總鋪師阿隆師教觀眾朋友烹煮一道簡單的料理。信吉衛星電視台播出。

## 節目內容
每集主持人與總鋪師阿隆師教觀眾朋友烹煮一道簡單的料理。

## 外部連結
- 信吉衛視官網 （页面存档备份，存于）
- 信吉衛視粉絲專頁 （页面存档备份，存于）
- 信吉衛視youtube頻道